# 海底峽谷
海底峽谷（英語：submarine canyon），或簡單地只叫海底谷，是一種海岸地理特徵，指位於海床的大陸斜面上存在的谷地。現時地球上的海底峽谷估算有約9,477個，佔大陸坡的11%總面積。